# A.S.D. Cittanova Interpiana Calcio
Cittanova Interpiana Calcio là một câu lạc bộ bóng đá Ý nằm ở Cittanova, Calabria. Đội đã tham gia Eccellenza trong mùa giải 2012-13.

## Lịch sử
Câu lạc bộ ra đời vào năm 2010 và sáp nhập với AS Rosarno (có trụ sở tại Rosarno, Calabria) để chơi ngay tại Serie D.
Vào tháng 4 năm 2011, tài sản của câu lạc bộ đã bị chính quyền thu giữ trong một cuộc đột kích các tài sản mafia bị nghi ngờ. Trong mùa 2011-12, đội đã xuống hạng Eccellenza.

## Màu sắc và huy hiệu
Màu sắc của đội là xanh lá cây và trắng.